# Maria Van Kerkhove
Maria D. Van Kerkhove (22 de febrer de 1977) és una epidemiologista estatunidenca.
Especialitzada en elements patogènics d'alt risc sanitari, Van Kerkhove és una experta en malalties infeccioses emergents i treballa al Programa d'Emergència de Salut de l'Organització Mundial de la Salut (OMS). És actualment la responsable tècnica de la resposta a la pandèmia de COVID-19 i la cap de departament de la secció de malalties emergents i de la unitat de zoonosi de l'OMS.